# 1899 (serial)
1899 este un serial de televiziune german science fiction istoric și de mister creat de Jantje Friese și Baran bo Odar. A avut premiera pe Netflix în noiembrie 2022 și a primit în general recenzii favorabile. Serialul a fost anulat în ianuarie 2023, după un singur sezon.

## Premisă
Având loc aparent în 1899, serialul urmărește un grup de emigranți europeni care călătoresc din Southampton, Marea Britanie, pe un vapor cu aburi numit Kerberos, pentru a începe o nouă viață în New York City, SUA.

## Distribuție

### Personaje principale
- Emily Beecham⁠(d) ca Maura Henriette Franklin/Singleton, neurolog și una dintre primele femei doctorițe din Marea Britanie, care călătorește singură în America
- Aneurin Barnard⁠(d) ca Daniel Solace, un bărbat misterios care se îmbarcă pe Kerberos.
- Andreas Pietschmann⁠(d) ca Eyk Larsen, căpitanul navei Kerberos
- Miguel Bernardeau⁠(d) ca Ángel, un spaniol bogat care călătorește cu Ramiro
- José Pimentão ca Ramiro, un fals preot portughez care călătorește cu iubitul său Ángel
- Isabella Wei ca Ling Yi, o tânără misterioasă din Hong Kong, care călătorește cu Yuk Je
- Gabby Wong ca Yuk Je, o femeie de vârstă mijlocie din Hong Kong care călătorește cu Ling Yi
- Yann Gael⁠(fr)[traduceți] ca Jérôme, un pasager clandestin francez
- Mathilde Ollivier⁠(d) -  Clémence, o tânără din elita pariziană, însoțită de proaspătul ei soț Lucien
- Jonas Bloquet ca Lucien, un parizian din elita superioară și fost locotenent al Legiunii Străine Franceze, proaspăt căsătorit cu soția sa Clémence
- Rosalie Craig⁠(d) ca Virginia Wilson, o femeie britanică sociabilă și bogată
- Maciej Musiał ca Olek, un marinar polonez în drum spre New York
- Clara Rosager ca Tove, o tânără daneză însărcinată care călătorește la New York împreună cu familia sa
- Lucas Lynggaard Tønnesen⁠(d) ca Krester, un tânăr danez cu o cicatrice misterioasă pe față
- Maria Erwolter ca Iben, o daneză religioasă care călătorește cu soțul ei Anker și copiii (Tove, Ada și Krester), Iben pretinde că aude vocea lui Dumnezeu
- Alexandre Willaume⁠(d) ca Anker, un danez religios care merge la New York cu soția sa Iben, fiul său Krester și fiicele sale Tove și Ada
- Tino Mewes⁠(d) ca Sebastian, primul ofițer de pe Kerberos
- Isaak Dentler ca Franz, mâna dreaptă a căpitanului care ajunge să stârnească o revoltă la bord
- Fflyn Edwardsca Elliot, alias „băiatul”, un băiat mut misterios găsit în circumstanțe neobișnuite, care ajunge în grija  Maurei la bordul lui Kerberos.
- Anton Lesser⁠(d) ca Henry Singleton, un investitor britanic și tatăl Maurei

## Episoade
| Nr. | Titlu      | Regizat de       | Scris de                                    | Data lansării     |
| --- | ---------- | ---------------- | ------------------------------------------- | ----------------- |
| 1 | „Nava”     | Baran bo Odar⁠(d) | Jantje Friese⁠(d)                            | 17 noiembrie 2022 |
| La 19 octombrie 1899, nava cu aburi Kerberos navighează din Anglia către New York City. Cu patru luni mai devreme, nava sa soră Prometheus a dispărut fără urmă pe aceeași rută. Maura și mulți dintre pasagerii de la clasa întâi de pe Kerberos sunt în sala de mese când pasagerul de la clasa a treia Krester intră și cere disperat un medic. Krester este dat afară de Franz, dar Maura îl urmărește pe Krester la clasa a treia, unde tratează cordonul ombilical încâlcit al lui Tove. Lucien și Clémence se luptă cu intimitatea. Maura are viziuni ciudate. Ea îl întâlnește pe căpitanul navei Kerberos, Eyk, care o avertizează să respecte regulile navei. După ce a primit un mesaj care conține doar un set de coordonate, probabil de pe Prometheus, Eyk schimbă cursul lui Kerberos către acele coordonate, spre supărarea multor pasageri. Kerberos ajunge lângă Prometheus, care pare a fi abandonat. Eyk se duce pe Prometheus împreună cu Maura, Ramiro, Olek și Jérôme. Ángel este interesat de Krester. Un bărbat misterios urcă la bordul lui Kerberos și se mută în camera de lângă cea a Maurei. Pe Prometheus, Eyk găsește o bandă ciudată și descoperă că telegraful este distrus. Maura urmărește un gândacul scarab până la un dulap și îl deschide pentru a găsi un băiat, care îi întinde un obiect negru tetraedru.                                     |            |                  |                                             |                   |
| 2 | „Băiatul”  | Baran bo Odar    | Jantje Friese & Dario Madrona López Gallego | 17 noiembrie 2022 |
| Eyk primește un mesaj de la compania de transport cu doar două cuvinte: „Scufundă nava”. Maura îl găzduiește pe băiat, singura persoană descoperită pe Prometheus, în camera ei. Ea descoperă un inel în posesia lui și un simbol⁠(d) al unui triunghi inversat cu o linie orizontală în spatele urechii sale stângi. Bărbatul misterios se prezintă Maurei ca Daniel. Ángel îi dă lui Krester o cutie de țigări. Jérôme intră în camera lui Lucien și Clémence și lasă o medalie Legiunea de Onoare. Eyk are halucinații cu soția și fiicele sale, care au murit în urma unui incendiu cu câțiva ani în urmă; una dintre fiicele sale poartă aceeași bandă de păr ciudată găsită pe Prometheus. Se trezește și constată că sub patul din camera lui a apărut un tunel. Tove găsește cutia de țigări și i-o duce furioasă înapoi lui Ángel; Ángel și Ramiro au o ceartă care îi determină să facă sex. Jérôme este descoperit a fi un pasager clandestin și este închis. Maura îi arată băiatului o scrisoare care poartă același simbol cu triunghiul care a determinat-o să urce la bordul navei, dar el rămâne mut. Eyk decide să remorcheze Prometheus înapoi în Europa, spre nemulțumirea crescândă a multor pasageri și a echipajului. Eyk îi arată Maurei o scrisoare similară care l-a dus pe Kerberos și el crede că răspunsurile se află pe Prometheus. Ada este găsită moartă. |            |                  |                                             |                   |
| 3 | „Ceața”    | Baran bo Odar    | Jantje Friese & Emma Ko                     | 17 noiembrie 2022 |
| 4 | „Lupta”    | Baran bo Odar    | Jantje Friese & Jerome Bucchan-Nelson       | 17 noiembrie 2022 |
| 5 | „Chemarea” | Baran bo Odar    | Jantje Friese & Juliana Lima Dehne          | 17 noiembrie 2022 |
| 6 | „Piramida” | Baran bo Odar    | Jantje Friese & Emil Nygaard Albertsen      | 17 noiembrie 2022 |
| 7 | „Furtuna”  | Baran bo Odar    | Jantje Friese                               | 17 noiembrie 2022 |
| 8 | „Cheia”    | Baran bo Odar    | Jantje Friese                               | 17 noiembrie 2022 |

## Productie

### Dezvoltare

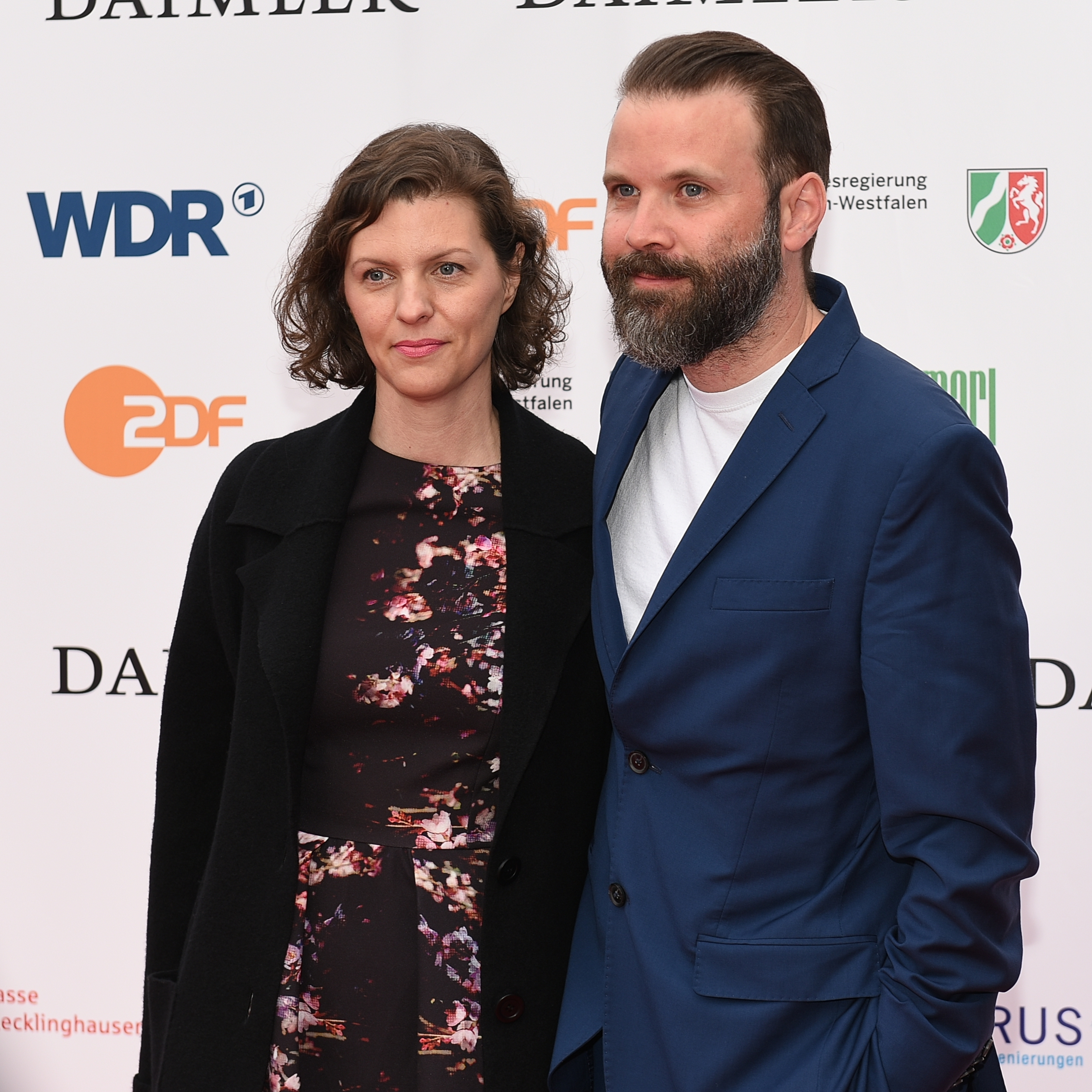
Creatorii seriei Jantje Friese (stânga) și Baran bo Odar (dreapta)

La 13 noiembrie 2018, s-a anunțat că cei care au creat serialul Dark, Jantje Friese și Baran bo Odar, dezvoltau un proiect pentru Netflix în cadrul contractului lor general cu  serviciul de streaming.  S-a confirmat că serialul va avea premiera două săptămâni mai târziu în timpul unei conferințe de presă Netflix care a prezentat programarea originală europeană.  Până în iulie 2020, bo Odar a dezvăluit prin Instagram că Friese a terminat scrierea scenariului pentru episodul pilot, intitulat „Nava”.  În timpul unui interviu pentru Deadline Hollywood, Friese a explicat modul în care criza migranților europeni și Brexitul au influențat serialul.
Ca și în cazul serialului Dark, Friese a lucrat ca scenarist principal. Echipa de scenariști a fost compusă din scriitori de diferite naționalități, inclusiv Emma Ko (din Hong Kong și Marea Britanie), Coline Abert (din Franța), Jerome Bucchan-Nelson (din Marea Britanie), Juliana Lima Dehne (din Brazilia și SUA), Joshua Long (din SUA), Darío Madrona (din Spania) și Emil Nygaard Albertsen (din Danemarca). Potrivit regizorului Baran bo Odar, toate scenariile au fost scrise mai întâi în limba engleză, apoi secțiunile non-engleze au fost traduse de către scriitori și/sau traducători. Odar a avut copii fonetice ale scenariului pe platou, iar asistenții lingvistici au fost prezenți în timpul filmărilor pentru a asigura acuratețea dialogului. 
Friese și bo Odar au avut idei pentru încă două sezoane, cu o complexitate crescută în comparație cu sezonul 1.  Structura planificată în trei sezoane provine din mediul cinematografic al lui Friese și bo Odar, unde filmele au trei acte.  Primul sezon a servit ca să stabilească tema și personajele și să pună întrebări mari.  Dacă ar fi comandat de Netflix, sezonul al doilea ar explica simbolologia triunghiurilor, iar fratele Maurei ar fi un personaj important.  bo Odar a descris acest al doilea act ca fiind „totul despre distracție și jocuri, în care te joci cu tema, și poate devii un pic mai megaloman și nebun, și apoi o rezolvi în al treilea sezon într-o rezoluție satisfăcătoare, cel puțin așa sperăm.” 

### Buget
Bugetul serialului a fost de cel puțin 60 de milioane de euro (62,2 milioane de dolari), 2 milioane de euro provenind de la Medienboard Berlin-Brandenburg⁠(d)  10 milioane de euro provenind de la Fondul German pentru Film  iar Netflix a investit 48 de milioane de euro în proiect. 1899 este cel mai scump serial de televiziune german din toate timpurile. 

### Casting
La 16 decembrie 2020, a fost anunțat că Emily Beecham⁠(d) a fost distribuită în rolul principal.  La 2 mai 2021, Aneurin Barnard⁠(d), Andreas Pietschmann⁠(d), Miguel Bernardeau⁠(d), Maciej Musiał, Anton Lesser⁠(d), Lucas Lynggaard Tønnesen, Rosalie Craig⁠(d), Clara Rosager, Maria Erwolter, Yann Gael, Mathilde Ollivier⁠(d), José Pimentão, Isabella Wei, Bloquet Wong, Bloquet⁠(d) Won,g Fflyn Edwards și Alexandre Willaume⁠(d) au fost adăugați în distribuție, fiecare personaj vorbind în limba maternă a actorului. 

### Filmări

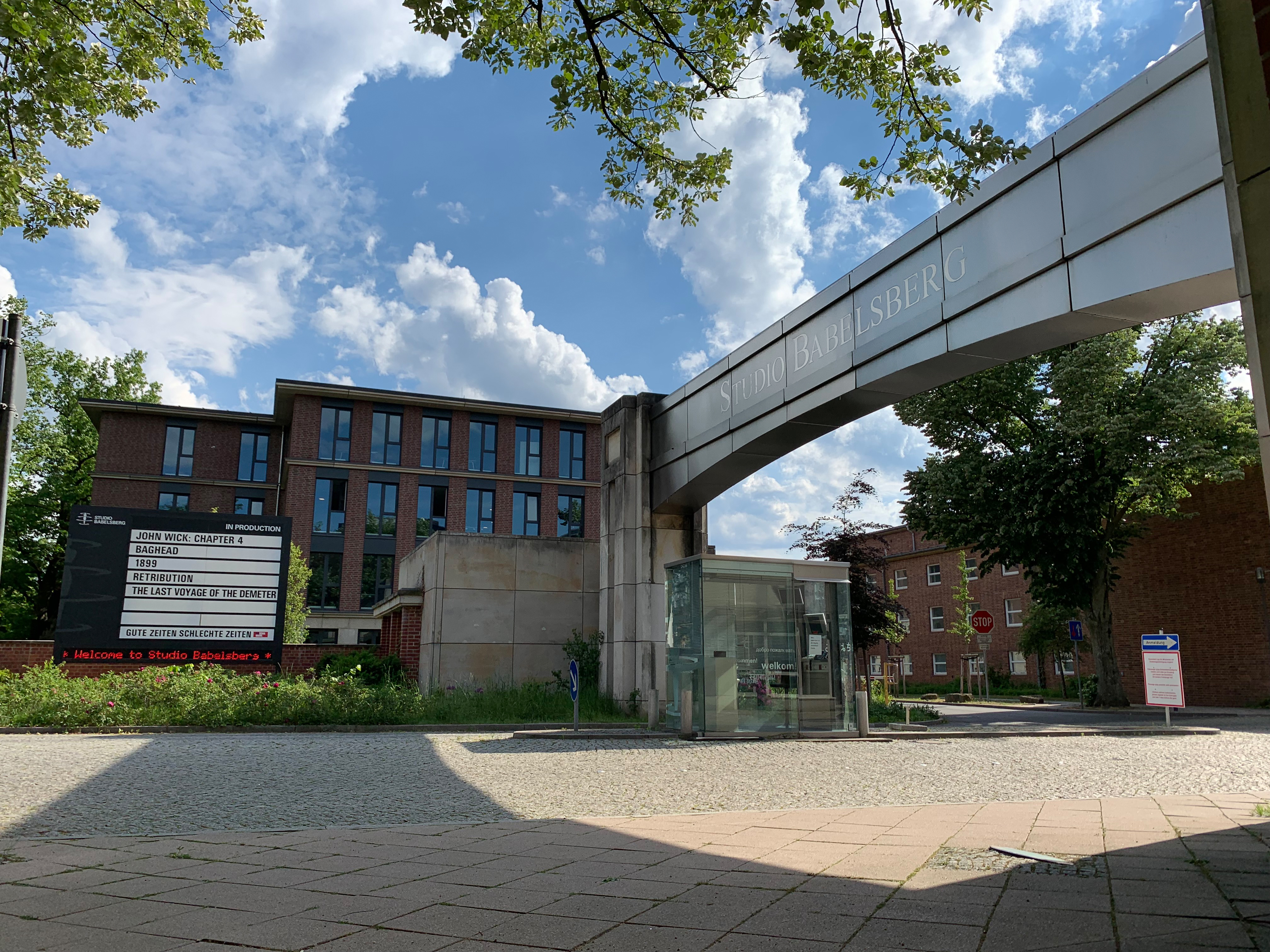
Intrarea principală a Studiourilor Babelsberg

Pre-producția  seriei a început oficial la 24 noiembrie 2020, având loc o filmare de testare a obiectivului de o săptămână.   Filmările principale au fost programate inițial să înceapă la 1 februarie 2021,  dar au fost ulterior amânate cu 3 luni. Filmările au început oficial la 3 mai 2021 la Studio Babelsberg⁠(d) din Potsdam, singurul Oraș Creativ al Filmului UNESCO din Germania.
Serialul a fost filmat într-o nouă scenă de producție virtuală numită Volume, operat de compania soră a lui bo Odar și Friese, Dark Bay, la Studio Babelsberg.  Filmările au avut loc și la Londra, Anglia.  Studioul creativ Framestore a creat efectele vizuale.  Filmările s-au încheiat în noiembrie 2021 cu Baran bo Odar postând pe Instagram. 

## Lansare
1899 a avut o premieră în două episoade la cea de-a 47-a ediție a Festivalului Internațional de Film de la Toronto, la 12 septembrie 2022. Serialul a fost lansat pe Netflix la 17 noiembrie 2022,  împreună cu un documentar intitulat 1899: Din culisele serialului.
Netflix a anunțat la câteva zile după lansare că 1899 a fost în 58 de țări cel mai vizionat produs dintre toate ofertele disponibile pe Netflix la acel moment.  În ciuda acestui fapt, la 2 ianuarie 2023, a fost anulat. 

### Anulare și răspuns
Scriind în Forbes despre anularea lui 1899 și a altor seriale Netflix, Paul Tassi a spus că „Simt că Netflix îmi fură aproape activ timpul  [...] Este, sincer vorbind, obositor și, dacă este atât de obositor pentru telespectatori, ne imaginăm că este de zece ori mai obositor pentru producători și actori. Netflix devine un cimitir plin de seriale moarte cu concluzii neterminate. [...] Ceva trebuie să se schimbe." 
Scriind în Digital Spy, David Opie a spus că „din câte știm, ar putea exista discuții despre  salvarea lui 1899 la HBO sau Prime Video, plus că există o mică șansă ca Netflix însuși să încerce să încheie lucrurile într-un episod special. Este exact ceea ce s-a întâmplat după ce fanii au condamnat decizia Netflix de a anula Sense8⁠(d) acum câțiva ani". 
Fanii au apelat la rețelele de socializare pentru a denunța decizia, iar pe Change.org⁠(d) a fost lansată o petiție pentru salvarea lui 1899. Până la 23 ianuarie 2023, a strâns peste 87.149 de semnături. 

## Recepție
În săptămâna sa de debut, 1899 s-a clasat pe locul doi în Top 10 titluri TV în engleză Netflix la doar trei zile după lansare, cu 79,27 milioane de ore de vizionări.   Săptămâna următoare, serialul a rămas pe aceeași poziție și a strâns 87,89 milioane de ore de vizionări.   În a treia săptămână, serialul a generat 44,62 milioane de ore de vizionări, menținându-și totodată poziția pe locul doi.  
Serialul a primit recenzii în general pozitive. Pe Rotten Tomatoes, deține un rating de aprobare de 79% pe baza a 28 de recenzii, cu un rating mediu de 6,80/10.  Consensul critic al site-ului afirmă: „ 1899 își navighează pasagerii multiculturali printr-un mister atmosferic și oferă o călătorie plină de suspans, chiar dacă s-ar putea să nu ajungă niciodată la o destinație satisfăcătoare”.
Pe Metacritic, are un scor de 66 din 100 pe baza a 12 recenzii critice, indicând „recenzii favorabile în general”. 
Collider a numit 1899 drept unul dintre cele mai bune seriale TV noi din 2022,  în timp ce MovieWeb⁠(d) l-a clasat pe locul șase cel mai bun serial TV al anului. 